# BP Pedestrian Bridge
Il BP Pedestrian Bridge, o semplicemente BP Bridge, è un ponte pedonale situato a Chicago, Illinois, negli Stati Uniti. La struttura attraversa la Columbus Drive e collega la parte orientale del nella zona del Millennium Park. La lunghezza totale è di 285 metri.

## Descrizione

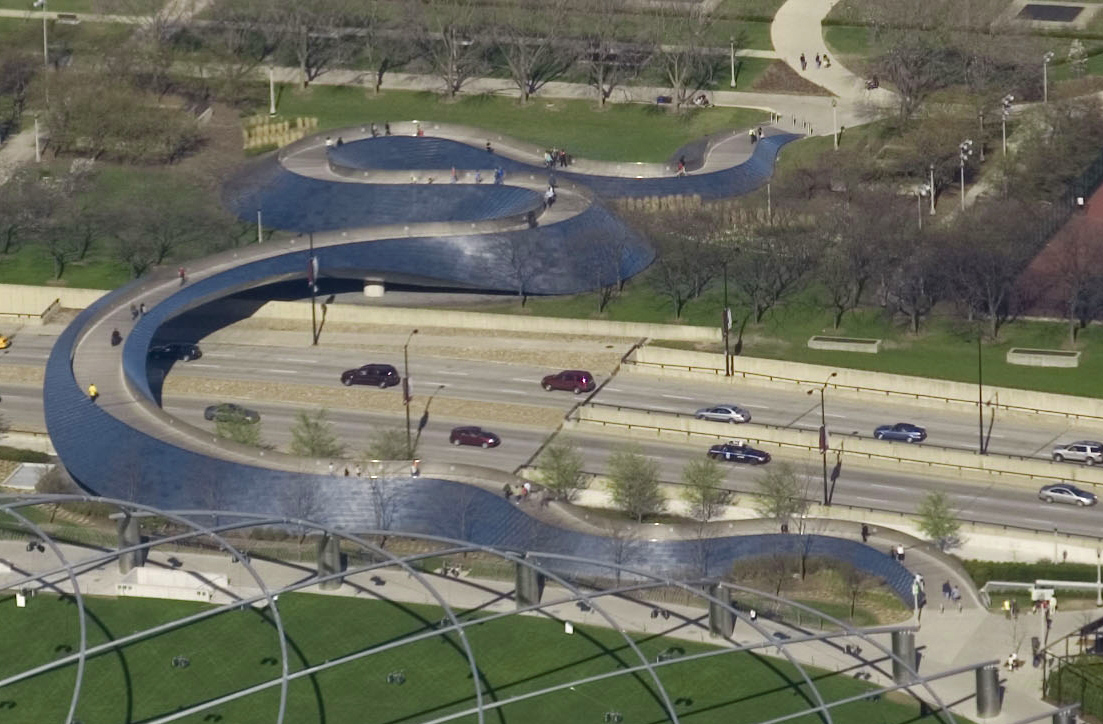
Vista dall'alto del ponte

Progettato dal architetto Frank Gehry e dallo studio Skidmore, Owings e Merrill  è stato inaugurato insieme al resto del Millennium Park il 16 luglio 2004. Il ponte è stato progettato da Gehry insieme al vicino Jay Pritzker Pavilion.
Finanziato dalla società petrolifera BP, che ha donato 5 milioni di dollari per la costruzione, è il primo ponte progettato da Gehry a essere stato completato. Il ponte ha una caratteristica forma a "serpente"  e presenta un ampio uso di lastre di acciaio inossidabile.